# Hasht-Bihisht (poema)

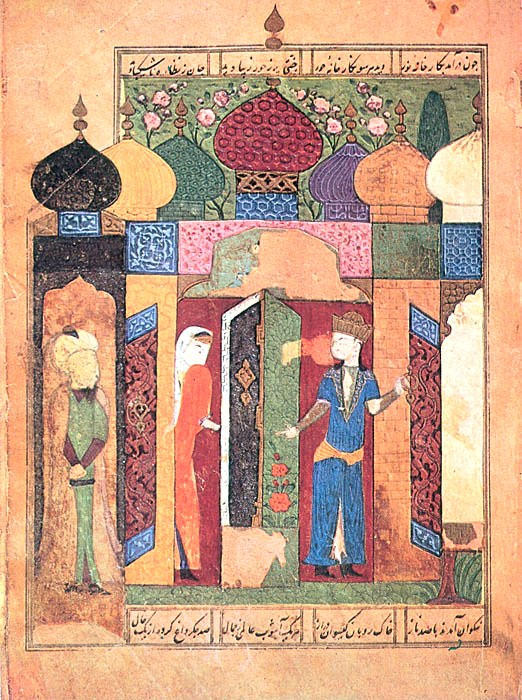
Los siete pabellones

Hasht-Bihisht (en persa: هشت بهشت‎, lit., Los ocho paraísos) es un famoso poema escrito por Amir Khusrow alrededor de 1302 d. C. El poema está basado en otro poema, el Haft Paykar de Nizami, escrito alrededor de 1197 d. C., que a su vez retoma una epopeya anterior, Shahnameh, escrita por Firdausi alrededor de 1010. Al igual que el Haft Paykar de Nizami, el Hasht Bihisht de Khusro utiliza una leyenda sobre Bahram V Gur como su historia marco y, al estilo de Las mil y una noches, presenta cuentos populares contados por siete princesas. Lo más destacado es que Khusro parece haber sido el primer escritor en haber agregado Los tres príncipes de Serendip como personajes y la historia del supuesto robo y recuperación del camello.

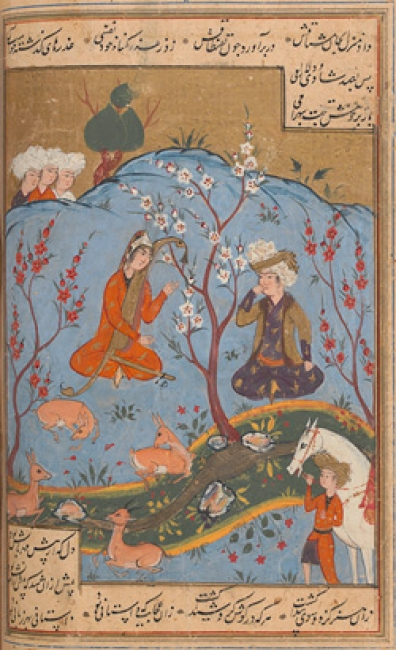
Bahram Gur escucha mientras Dilaram encanta a los animales

Los ocho «paraísos» del poema se vinculan estrechamente con la concepción islámica del cielo, con sus ocho puertas y ocho espacios, cada uno decorado con una piedra o material precioso especial. Siete de los ocho paraísos son pabellones construidos para la terapia narrativa de Bahram. También hay una conexión con la hasht-behesht, la planta arquitectónica y de los jardines de los ocho paraísos.

## Argumento
La narración comienza con la historia de Bahram y de Dilaram. Más tarde, Bahram tiene siete pabellones abovedados de diferentes colores construidos para él en los terrenos de su palacio, en los que le esperan siete princesas de varias partes del mundo. Bahram Gur visita a cada una de ellas en un día diferente de la semana y cada una le cuenta una historia:
- sábado, en el pabellón negro, con la princesa de la India: cuento de los tres príncipes de Serendip;
- domingo, en el pabellón amarillo - la princesa de Nimruz;
- lunes, en el pabellón verde, con la princesa eslava;
- martes, en el pabellón rojo, con la princesa tártara;
- miércoles, en el pabellón violeta, con la princesa de Rum;
- jueves, en el pabellón marrón, con la princesa árabe;
- viernes, en el pabellón blanco, con la princesa de Corasmia.

## Manuscritos
El Hasht-Bihisht, y de hecho todo el Khamsah, fue una obra popular en los siglos posteriores a la muerte de Khusro, no solo en la India, sino en Irán y en el Imperio otomano. Como tal, se ilustró con tanta frecuencia como el Khamsah de Nizami desde  principios del siglo XV en adelante.

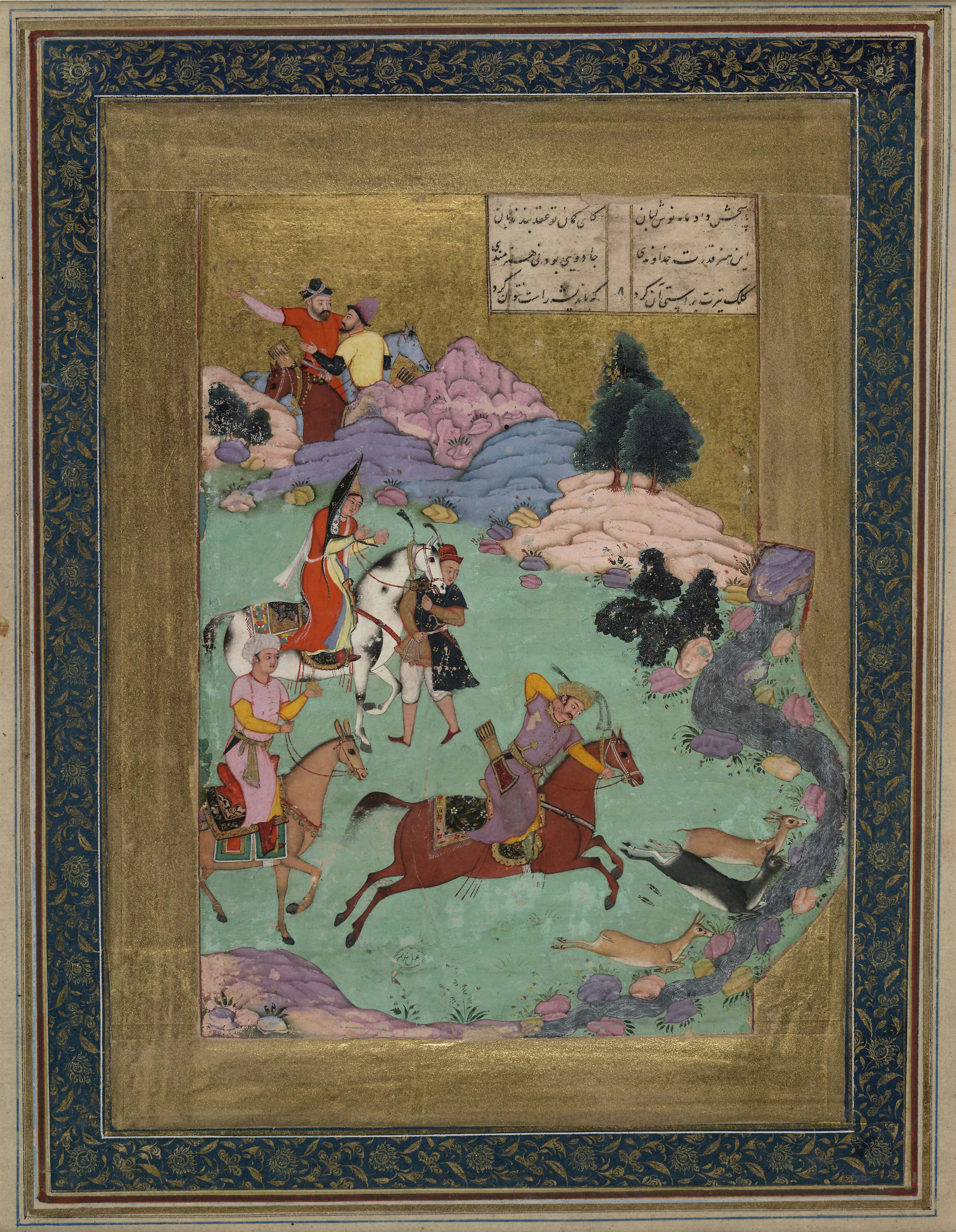
Bahram Gur cazando tres ciervas

## Traducciones
- El Hasht-Bihisht solo se ha traducido completamente al ruso y al italiano. Se han publicado traducciones en verso de dos de las historias (las del martes y el viernes), por Sunil Sharma.
- Lal y Prasada proporcionan una traducción parcial directa al inglés y un comentario del cuento del sábado, Los tres príncipes de Serendip.[4]

### Manuscrito del Museo de Arte Walters W.623
Un manuscrito ilustrado e iluminado del poema fue parte de un Khamsah de 1609 producido en el Irán safávida. Todos los textos están escritos en escritura nastaʿlīq negra con títulos de capítulo en rojo.

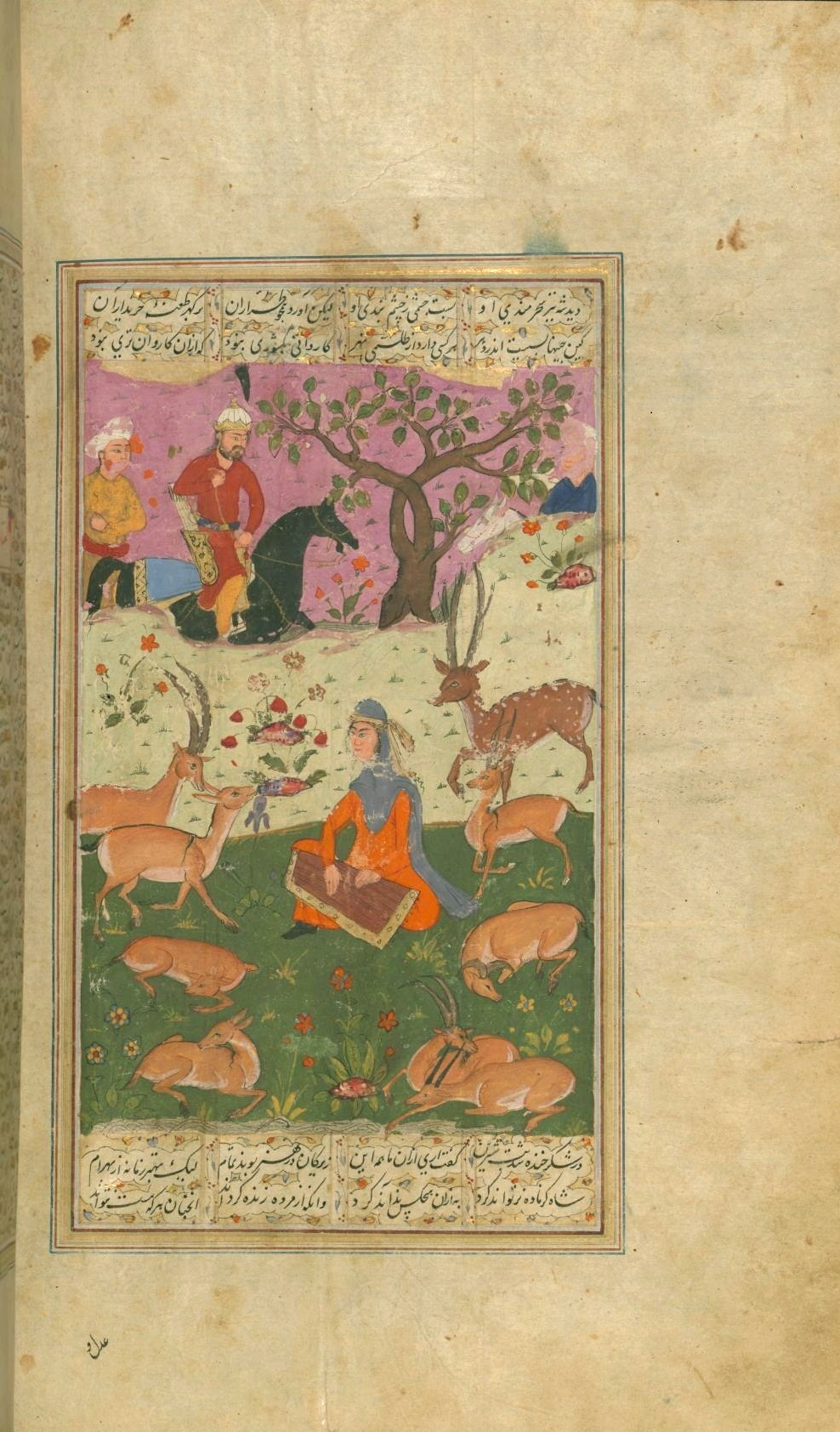
Bahram Gur reconoce a Dilaram por la música con la que encanta a los animales
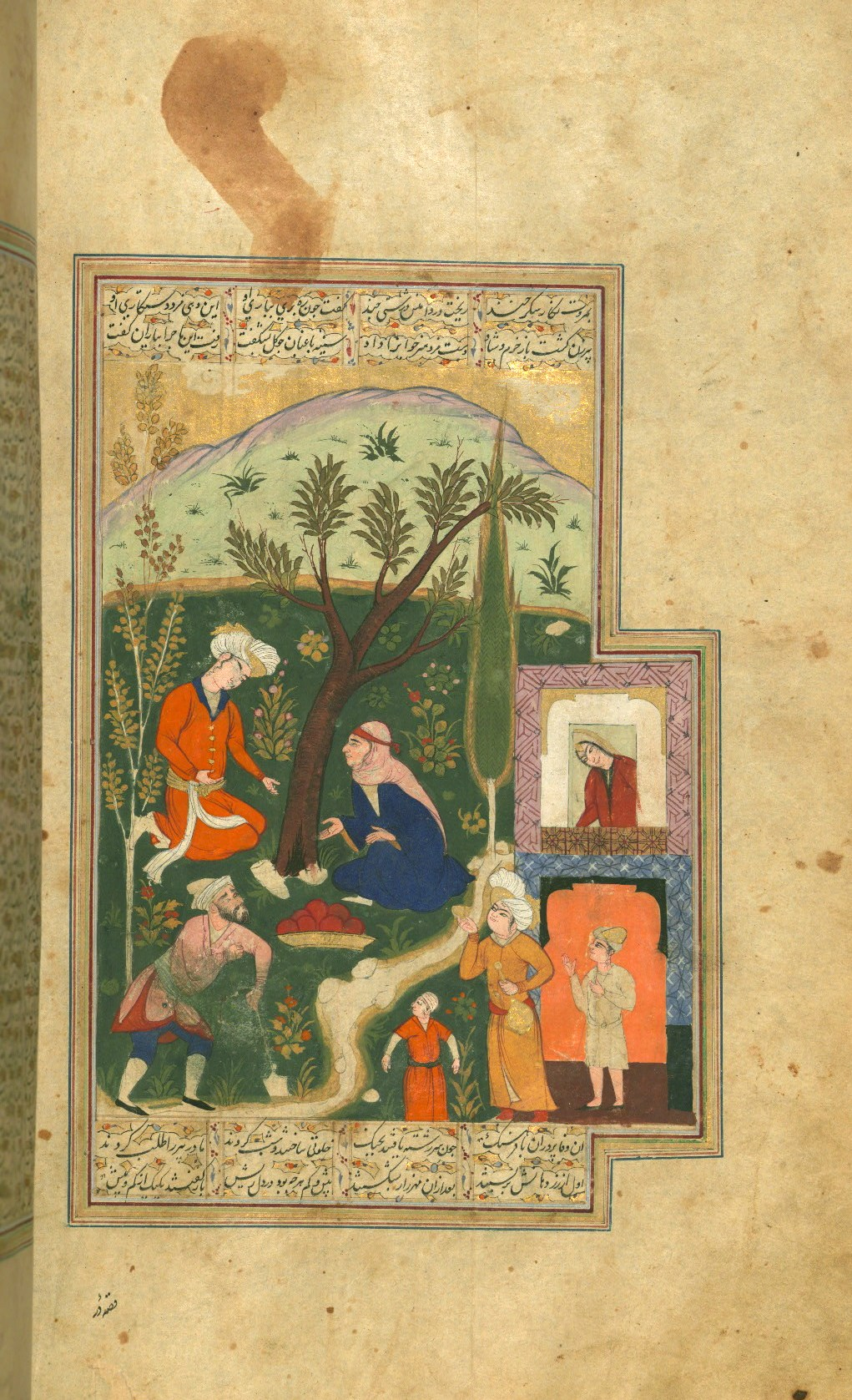
Bahram Gur en el pabellón rojo
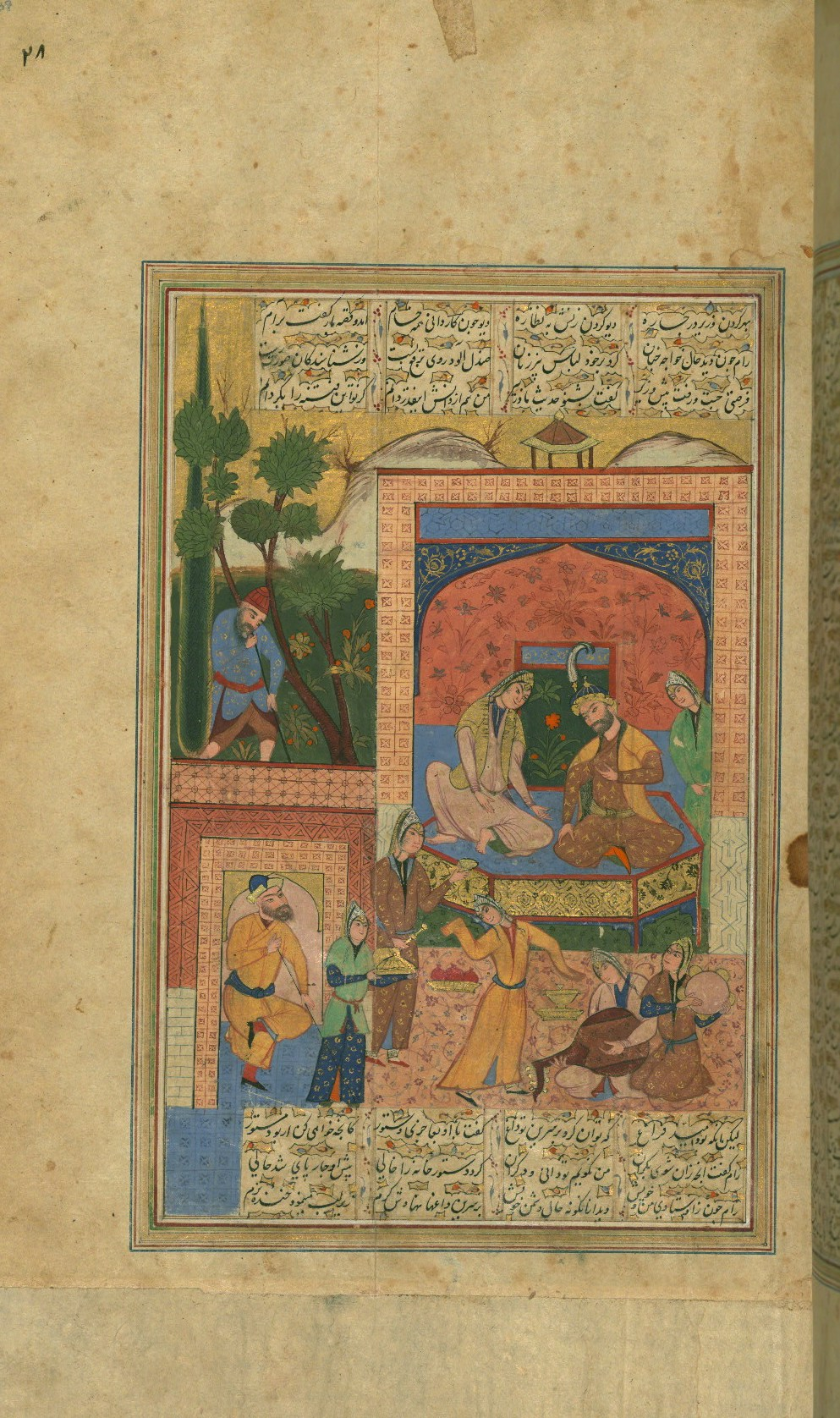
Bahram Gur en el pabellón marrón

### Manuscrito del Museo de Arte Walters W.624
El poema fue ilustrado en un manuscrito probablemente producido en Lahore a finales del siglo XVI que está asociado con el patrocinio de Akbar (r. 1556-1605).
El manuscrito fue escrito en escritura nasta'liq por uno de los más grandes calígrafos del taller mogol, Muhammad Husayn al-Kashmiri, honrado con el epíteto de Zarrin Qalam (pluma dorada). El manuscrito tiene los nombres de varios pintores: Lal, Manuhar, Sanwalah, Farrukh, Aliquli, Dharamdas, Narsing, Jagannath, Miskina, Mukund y Surdas Gujarati. Los iluminadores son Husayn Naqqash, Mansur Naqqash, Khvajah Jan Shirazi y Lutf Allah Muzahhib.

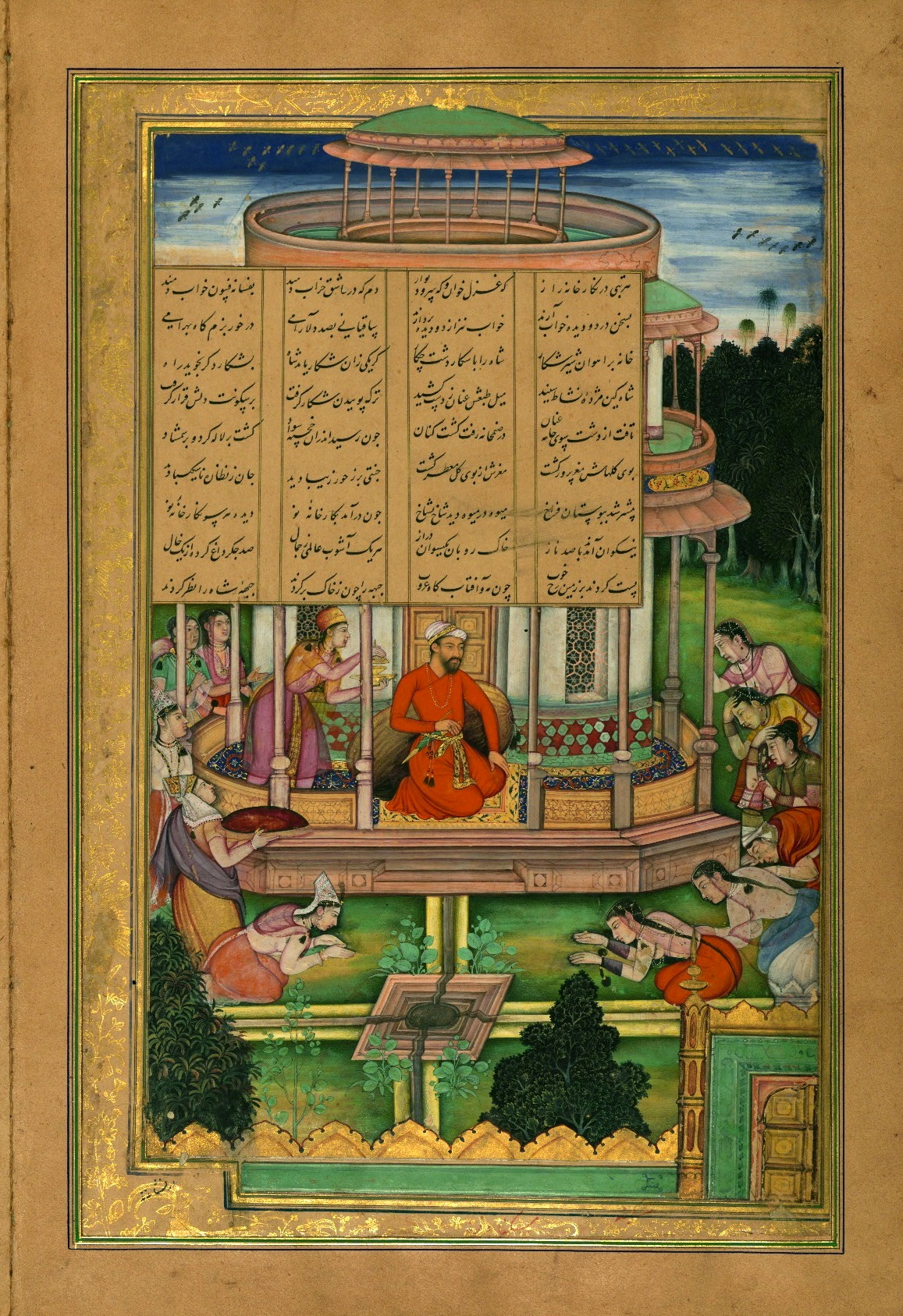
Las princesas de los siete pabellones se inclinan en homenaje a Bahram Gur.
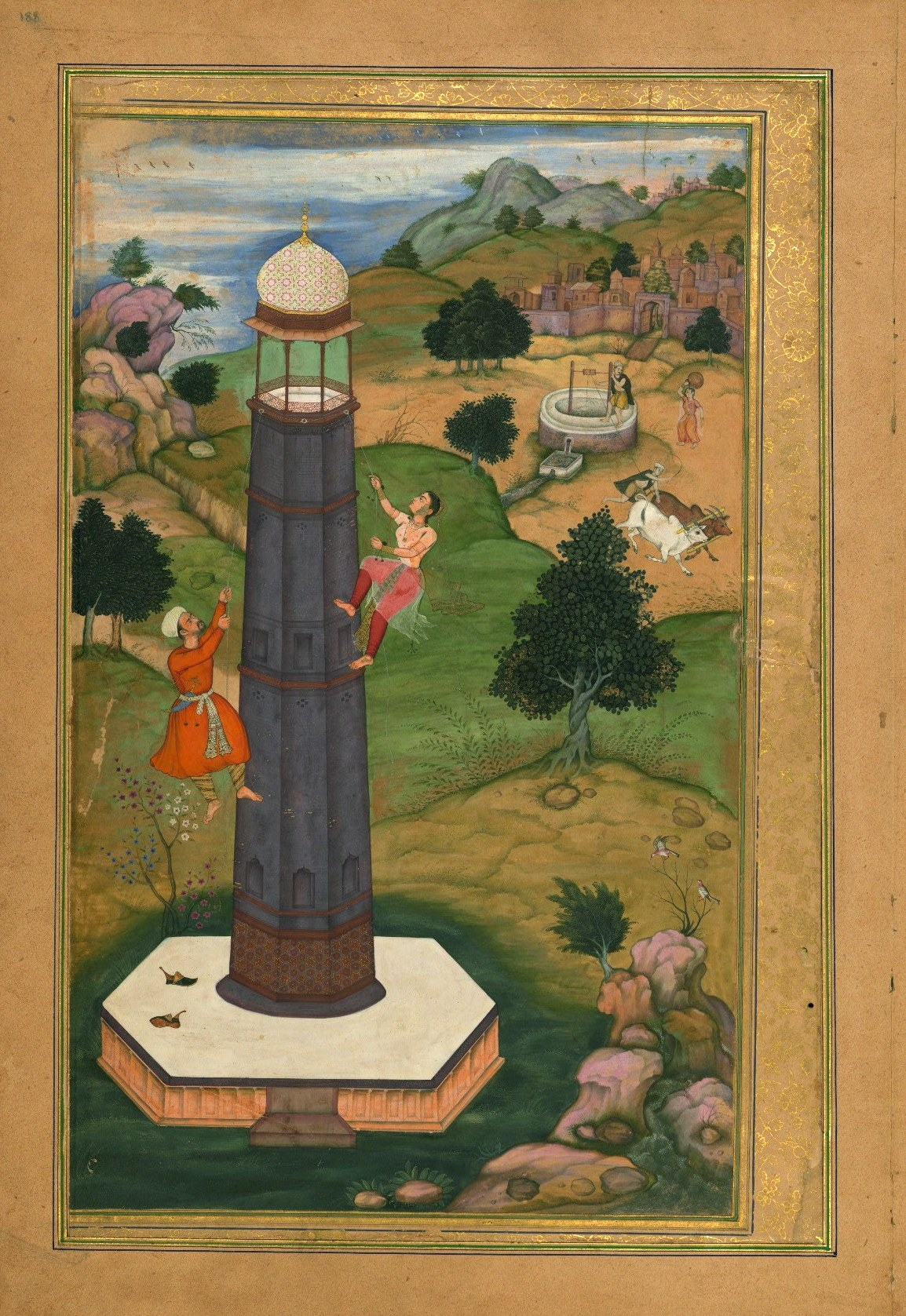
El cuento de la princesa del pabellón amarillo: Hassan el orfebre desciende de la prisión en una torre, mientras su esposa sube a la prisión.
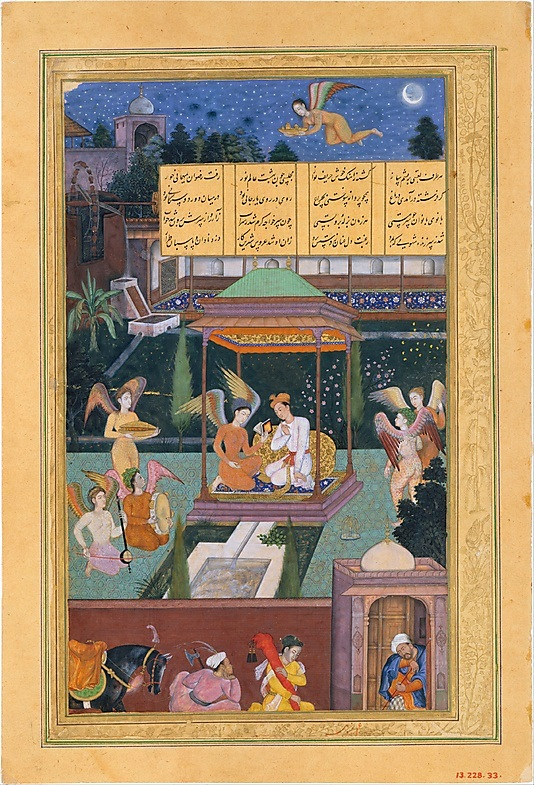
La historia de la princesa del pabellón azul, Museo Metropolitano de Arte
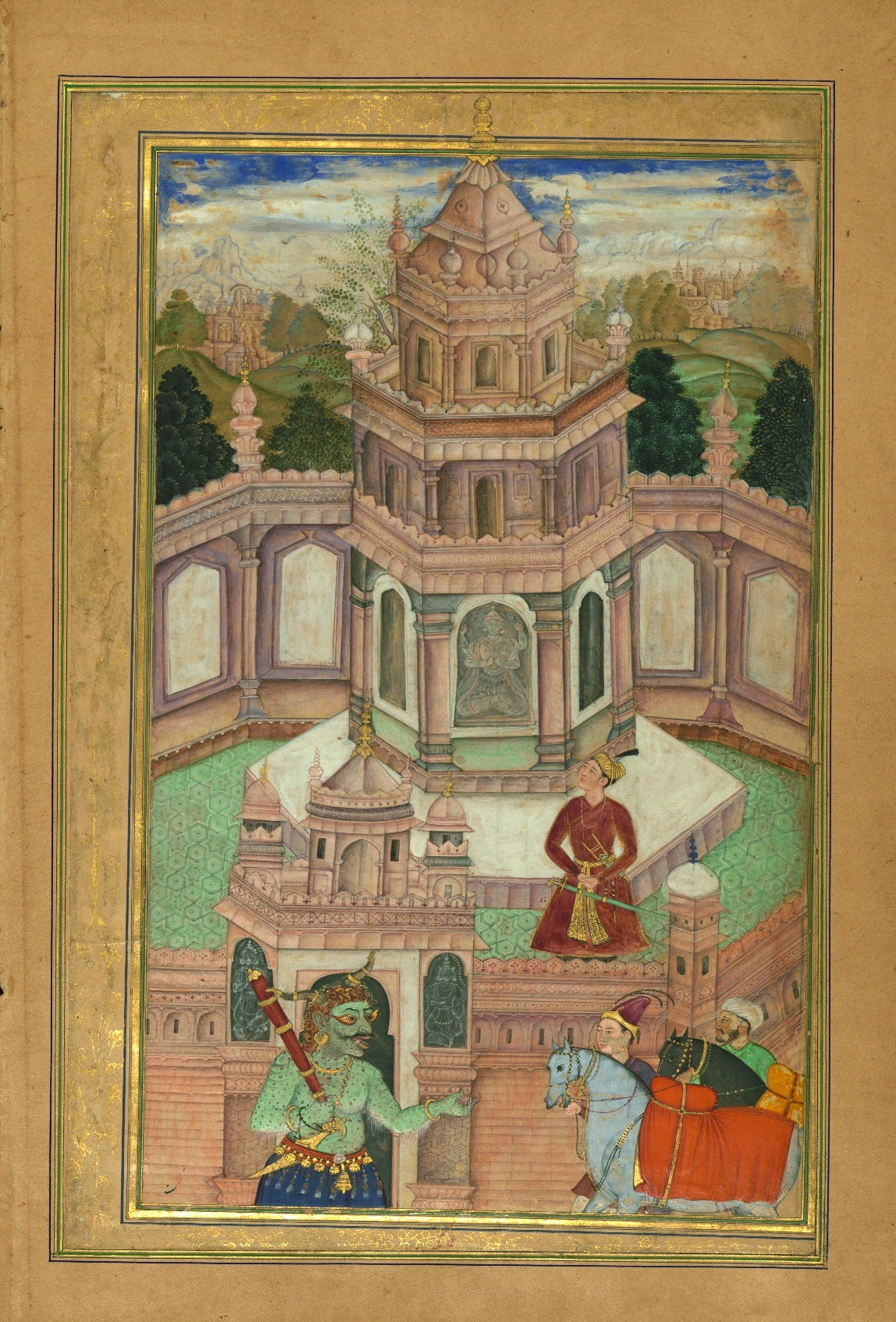
Bahram Gur visitando a la princesa árabe en el pabellón marrón
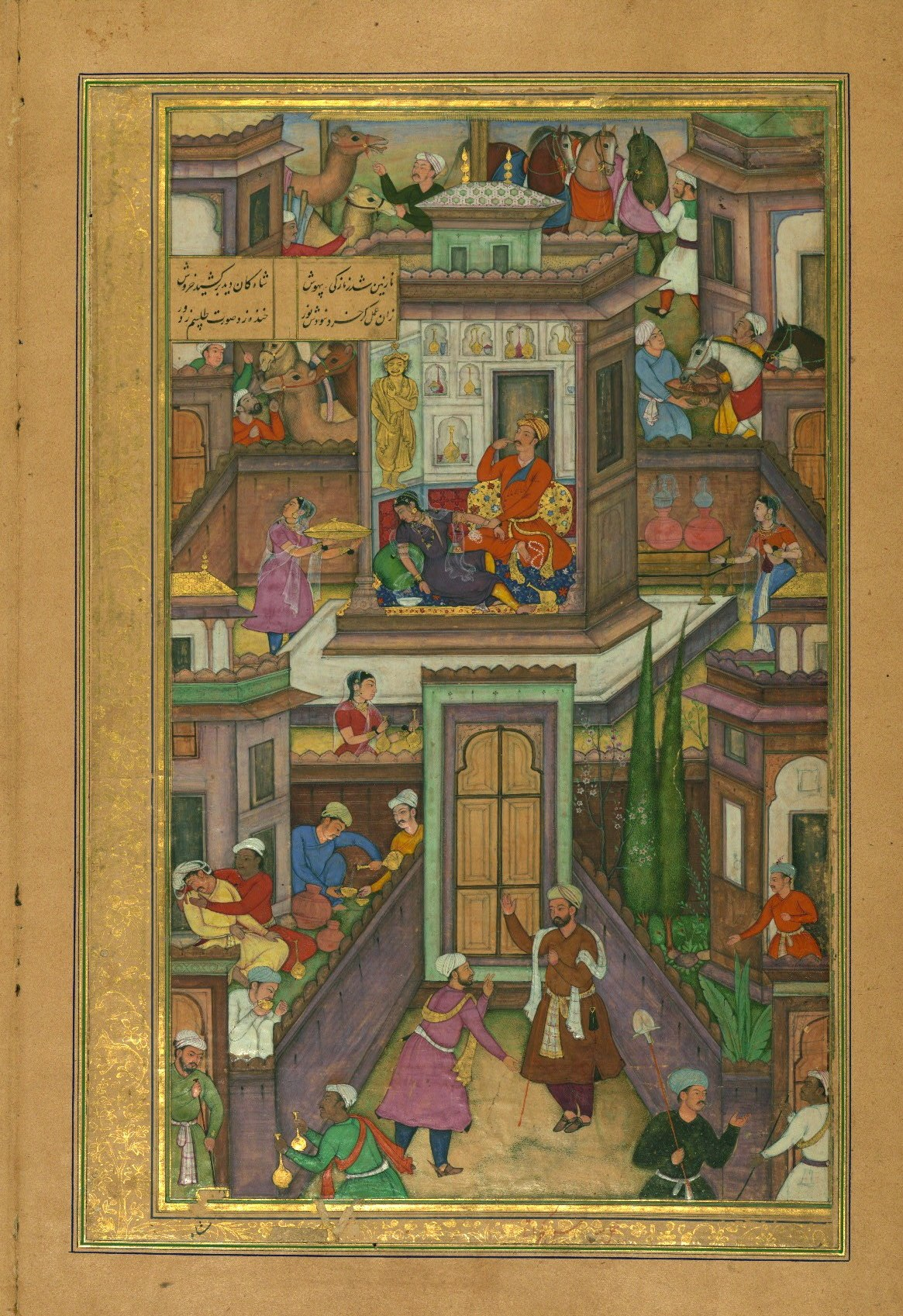
La historia de la princesa corasmia en el pabellón blanco.